# Stračinčica
Stračinčica este o arie protejată (sit de importanță comunitară — SCI) din Croația întinsă pe o suprafață de 0,78 ha, integral marine.

## Localizare
Centrul sitului Stračinčica este situat la coordonatele 42°58′50″N 16°40′17″E / 42.980599°N 16.671518°E.

## Înființare
Situl Stračinčica a fost declarat sit de importanță comunitară în iulie 2013 pentru a proteja un număr necunoscut de specii din flora spontană și fauna sălbatică aflate în arealul zonei.

## Biodiversitate
Situată în ecoregiunea marină mediteraneană, aria protejată conține 1 habitat natural: Peșteri marine scufundate complet sau parțial.
La baza desemnării sitului se află un număr nedeclarat de specii protejate.